# ام‌وی آگوستا
ام‌وی آگوستا (انگلیسی: MV Agusta) شرکت موتورسیکلت‌سازی ایتالیایی است، که در سال ۱۹۴۵ توسط جیووانی آگوستو تأسیس شد.